# Vụ tấn công trụ sở TAI 2024
Ngày 23 tháng 10 năm 2024, bảy người đã thiệt mạng và 22 người bị thương trong một cuộc tấn công có vũ trang vào trụ sở của Cơ quan Hàng không Vũ trụ Thổ Nhĩ Kỳ (TAI) tọa lạc tại Kazan, Ankara, Thổ Nhĩ Kỳ. Hai kẻ tấn công sau đó đã tự sát. Đảng Công nhân Kurd (PKK) đã tuyên bố nhận trách nhiệm về vụ tấn công. Cuộc tấn công đã bị lên án rộng rãi và được các quan chức Thổ Nhĩ Kỳ coi là một hành động khủng bố. Để trả đũa, quân đội Thổ Nhĩ Kỳ đã tiến hành các cuộc không kích vào các vị trí ở Iraq và Syria, nơi mà Lực lượng Dân chủ Syria tuyên bố đã giết chết ít nhất 12 thường dân và làm bị thương 25 người khác.